# インキシヴォサウルス
インキシヴォサウルス（Incisivosaurus　"切歯のトカゲ"の意味）前期白亜紀、現在の中国に生息した小型でおそらく植物食の獣脚類恐竜の属である。最初に記載（ Xu et al. （2002））された標本IVPP V13326は頭骨で、遼寧省西部北票市近郊の四合屯にある義県層（バレミアン期、1億2500万年前）の最下部（河成陸家屯層）、で収集されたものである。この恐竜の最も顕著で、特異な特徴は明らかに草食もしくは雑食性の生態である。属名は顕著な齧歯類のような前歯にちなむもので、この歯は一般に草食恐竜で見られる摩耗パターンを示していた。種小名gauthieriは分岐分類法の先駆者であるジャック・ゴーティエに献名されたものである。

## 特徴
徐星らによる原記載で示された頭骨は長さ10 cmで、今まで発見されたオヴィラプトロサウルス類では最も完全な形で歯列が保存されていた。分岐学的解析の結果、オヴィラプトロサウルス類の系統の基底に配置され、カウディプテリクスやオヴィラプトル科よりも原始的であることが示された。2004年、オスモルスカらに後続の研究ではインキシヴォサウルスの識別可能な骨格の特徴が記載された。これには頭骨の半分ほどの長さになる長い鼻骨、窓（en  ）（開口部）をもつ細い下顎、独特で大きく平らな歯が含まれる。これらの独特の特徴に加えて、一般的なオヴィラプトロサウルス類の特徴をもち、このグループに分類することが出来る。多数の歯含むいくつかの特徴（最も進化したオヴィラプトル科では歯がない）はこの属がこのグループの中では原始的であることを示し、また頭部のいくつかの特徴はテリジノサウルス類など他の植物食の可能性のある獣脚類との関連性を支持している。
2009年、ホロタイプの頭骨の三次元スキャン分析が行われた。この結果インキシヴォサウルスの頭骨には後のオヴィラプトロサウルス類に比べ鳥のような空気の入る空間が少ないことが分かった。また、他のオヴィラプトロサウルス類と同じように嗅葉が縮小し、視葉が拡大していることも分かった。このことはオヴィラプトロサウルス類の鳥に似た特徴が収斂によるものであることを示す。  
インキシヴォサウルスは他のマニラプトル類の獣脚類と同様に羽毛を持っていたと仮定される。体長は1 m以下と推定される。インキシヴォサウルスはプロターケオプテリクスと同種である可能性があるが、両者を直接比較するために更なる化石資料が必要である。

## 登場作品
映像作品
- プレヒストリックパーク第3回で登場した。同種どころか主人公のナイジェル・マーヴェンにすらディスプレイを行っていた。特徴的な出っ歯は分かりやすく再現されている。

## 参照
1. ↑  Xu, X., Cheng, Y.-N. Wang, X.-L., and Chang, C.-H. (2002). "An unusual oviraptorosaurian dinosaur from China." Nature, 419: 291-293.
2. ↑  Osmolska, H., Currie, P. J., and Barsbold, R. (2004). "Oviraptorosaura." in The Dinosauria (2nd edition), Weishampel, D. B., Dodson, P., and Osmólska, H., (eds). University of California Press.
3. ↑  Balanoff, Amy M., Xu, Xing, Kobayashi, Yoshimura, Matsufune, Yusuke, Norell, Mark. "Cranial Osteology of the Theropod Dinosaur Incisivosaurus gauthieri (Theropoda: Oviraptorosauria)". AMERICAN MUSEUM NOVITATES, Number 3651, NEW YORK, NY 10024 35 pp., 17 figures June 25, 2009